# 細井行
細井 行（ほそい すすむ、1949年8月9日 - ）は、日本の経営者。いすゞ自動車社長を務めた。岐阜県出身。

## 経歴
1973年に早稲田大学政治経済学部を卒業し、同年にいすゞ自動車に入社。2002年6月に取締役に就任し、2006年4月に副社長を経て、2007年6月に社長に昇格。2015年6月から会長に就任。